# Kajžar
Kajžar este o localitate din comuna Ormož, Slovenia, cu o populație de 164 de locuitori.